# Estación de Wauwil
La estación de Wauwil es una estación ferroviaria de la comuna suiza de Wauwil, en el Cantón de Lucerna.

## Historia y situación
La estación de Wauwil fue inaugurada en el año 1856 con la puesta en servicio de la línea Olten - Lucerna por el Schweizerischen Centralbahn (SCB). En 1902 la compañía pasaría a ser absorbida por SBB-CFF-FFS.
Se encuentra ubicada en el borde sur del núcleo urbano de Wauwil. Cuenta con dos andenes laterales a los que acceden dos vías pasantes.
En términos ferroviarios, la estación se sitúa en la línea Olten - Lucerna. Sus dependencias ferroviarias colaterales son la estación de Nebikon hacia Olten y la estación de St. Erhard-Knutwil en dirección Lucerna.

## Servicios ferroviarios
Los servicios ferroviarios de esta estación están prestados por SBB-CFF-FFS.

### Regional
- RE Olten - Zofingen - Nebikon - Sursee - Sempach-Neuenkirch - Lucerna. Trenes cada hora en ambos sentidos.

### S-Bahn Lucerna
Por la estación pasa una línea de la red de trenes de cercanías S-Bahn Lucerna.
- S 8 Sursee - Zofingen - Olten